# 拉罗什莫里斯
拉罗什莫里斯（法語：La Roche-Maurice，法語發音：[la ʁɔʃ moʁis]）是法国菲尼斯泰尔省的一个市镇，位于该省北部偏西，属于布雷斯特区。

## 地理
拉罗什莫里斯（48°28'20"N, 4°12'12"W）面积12.04 平方千米，位于法国布列塔尼大區菲尼斯泰尔省，该省份为法国最西部的省份，位于布列塔尼半岛西部，北西南三面环大西洋，东临阿摩尔滨海省和莫尔比昂省。
与拉罗什莫里斯接壤的市镇（或旧市镇、城区）包括：拉讷夫雷特、拉马尔蒂尔、博迪利斯、庞克朗、普卢迪里、普卢埃代恩、普卢内旺泰尔、圣塞尔韦。

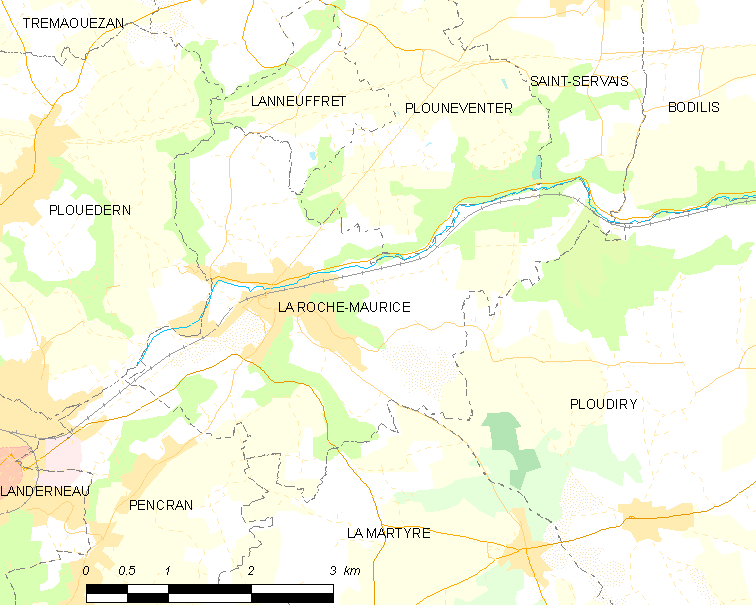
拉罗什莫里斯的OSM定位图

拉罗什莫里斯的时区为UTC+01:00、UTC+02:00（夏令时）。

## 行政
拉罗什莫里斯的邮政编码为29800，INSEE市镇编码为29237。

## 政治
拉罗什莫里斯所属的省级选区为朗代诺县。

## 人口

1962-2008年间拉罗什莫里斯人口变化图示

拉罗什莫里斯于2022年1月1日时的人口数量为1865人。